# جین چه سون
جین چه سون (کره‌ای: 진채선؛ زادهٔ ۱۸۴۲ یا ۱۸۴۷) خواننده پانسوری کره‌ای بود. او به‌طور گسترده‌ای به عنوان اولین استاد زن در یک ژانر تحت سلطهٔ مردان در نظر گرفته می‌شود هر چند که ممکن است او اولین نوازندهٔ زن پانسوری نباشد زیرا شاید کورتیزن‌های گیسنگ نیز قبل از او اجرا کرده باشند.

## در رسانه
- بازی شده توسط به سوزی در فیلم سال ۲۰۱۵، صدای یک گل.[۵]